# Gustaf Adolf Hedman
Gustaf Adolf Hedman, född 22 september 1827, död 30 juli 1906 i Malmö, var en svensk grosshandlare och vicekonsul, verksam i Malmö. 
Gustaf Adolf Hedman växte upp med föräldrar och syskon i Uddevalla, där han genomgick stadens lancasterskola. Han kom därefter  1839 till sin 20 år äldre kusin, Gabriel Hedman (1807–1892), som drev spannmålshandel från Hedmanska gården i Malmö. Denne sörjde för Gustaf Adolfs uppfostran och utbildning. Han fick lära sigden praktiska verksamheten från grunden men besökte också eftermiddagsskolor och fick även viss privat språkundervisning.
Från 1844, då Hedman var 17 år gammal, föreligger en dagbok från en resa från Malmö till Uddevalla.
En beskrivning av Hedmans liv i vuxen ålder  saknas för närvarande. Han är omnämnd som innehavare av det kulturminnesmärkta Rosenvingeska huset vid Västergatan, som han köpte år 1856 för sin verksamhet som grosshandlare. I anslutning till detta men vid Norra Vallgatan lät han 1872 1973 uppföra det så kallade Beijerska huset ritat av Helgo Zettervall, en av tidens  mest kända svenska arkitekter.
Gustaf Adolf Hedman var stadsfullmäktig i Malmö och var 1880–1889 ordförande i Malmö hamndirektion.  Han var styrelseledamot 1881–1885 i Malmö Sockerfabriks Aktiebolag.
Han var 1869 även med och grundade Malmö Badhus Aktiebolag, som de påföljande åren öppnade varmbad- och kallbadhus i Malmö. När Malmö Simsällskap bildades 1869 blev han sällskapets förste sekreterare.
Gustaf Adolf Hedman är jämte sin hustru Emma Paulina, född Burchard (1829–1906), gravsatt på Gamla kyrkogården, Malmö.